# A Voice for Men
A Voice for Men, également connu sous le nom de AVfM, AVFM ou AV4M, est une société à responsabilité limitée à but lucratif basée aux États-Unis et une publication en ligne fondée en 2009 par Paul Elam. C'est le site le plus grand[citation nécessaire] et le plus influent[citation nécessaire] du mouvement pour les droits des hommes,,,. Sa position éditoriale est fortement antiféministe ; il accuse fréquemment les féministes d'être misandres.
En 2018, le Southern Poverty Law Center catégorise AVFM comme un groupe suprématiste masculin,.

## Plateforme
A Voice for Men héberge des émissions de radio, possède un forum et publie des articles sur son site web. Il présente occasionnellement des groupes. Les membres du personnel et les contributeurs d'AVFM sont des bénévoles non rémunérés, à l'exception du fondateur. La boutique en ligne du site, appelée "The Red Pill Shop" d'après le mème de la pilule rouge, vend des T-shirts, des coques de téléphone portable et des décorations de fêtes,. Le site accepte également les dons financiers. Elam dit que "chaque dollar va directement dans ma poche" ; il affirme également que l'argent est utilisé pour faire avancer la cause du groupe. En 2014, Dun & Bradstreet estime le revenu annuel d'AVFM à 120 000 $ et indique qu'il compte un employé.
En mars 2011, AVFM lance une franchise de diffusion sur BlogTalkRadio. Elam anime la première émission.

## Activités
Début 2011, AVFM crée le site web Register-Her, un wiki qui liste initialement les noms, adresses et autres informations personnelles de femmes reconnues coupables de meurtre ou de viol d'hommes. Plus tard, les opérateurs du site étendent le registre pour inclure les femmes qu'ils jugent coupables de "fausses accusations de viol" ou de "bigoterie anti-homme",,,,. Ils commencent également à publier des informations personnelles sur les femmes qui participent à des manifestations contre le mouvement pour les droits des hommes (MRM), qui se moquent du MRM sur les médias sociaux ou qui soutiennent publiquement le féminisme,,,. Elam déclare qu'il n'y aura plus "aucun endroit où se cacher sur internet" pour les "salopes menteuses". Le site est fermé pendant un certain temps, mais restauré à une adresse web différente (au moins jusqu'au 18 février 2020).
En 2014, AVFM lance un site web appelé White Ribbon, adoptant des graphiques et un langage de la Campagne du ruban blanc, un programme de prévention de la violence créé en 1991,. Le site White Ribbon d'AVFM affirme que les refuges pour femmes sont des "foyers de haine de genre" et que des "universitaires corrompus" conspirent pour dissimuler la violence contre les hommes. Le site web est vivement critiqué par le directeur exécutif de White Ribbon, Todd Minerson, qui déclare que le site web White Ribbon d'AVFM est une "tentative malavisée de discréditer les autres" et exhorte ses partisans à "ne pas se laisser berner par cette campagne de copie".
Des individus d'AVFM aident à mettre en place la première Conférence internationale sur les questions masculines, qui se tient en juin 2014 à Détroit, Michigan, une ville choisie, selon Elam, parce qu'elle représente la "masculinité". Quelques centaines d'hommes et quelques femmes y assistent. Parmi les conférenciers, on compte Mike Buchanan du parti britannique Justice for Men and Boys (J4MB) et Warren Farrell. Les sujets abordés comprennent l'effet du chômage sur les hommes au lendemain de la récession économique mondiale, la possibilité de développer une pilule contraceptive masculine et les tentatives d'accroître la prise en charge des hommes qui ont servi dans les forces militaires américaines.
La Conférence internationale sur les questions masculines de 2018 (ICMI18) est organisée avec Justice for Men and Boys. Elle devait avoir lieu à St Andrew's, le domicile du Birmingham City Football Club, au Royaume-Uni, entre le 6 et le 8 juillet 2018. Cependant, début novembre 2017, le club annule l'utilisation prévue de ses installations, déclarant qu'il a été "induit en erreur au moment de la réservation". Le dirigeant de J4MB, Buchanan, déclare initialement qu'il a toujours l'intention de maintenir la conférence à St Andrew's car il estime avoir "un contrat parfaitement valable et juridiquement contraignant". La conférence se tient plutôt à ExCeL, Londres entre le 20 et le 22 juillet 2018.

## Critiques
AVFM est inclus dans une liste de 12 sites web dans le numéro du printemps 2012 ("The Year in Hate and Extremism") de l'Intelligence Report du Southern Poverty Law Center (SPLC) dans une section intitulée "Misogyny: The Sites". Le numéro décrit la "manosphère", la décrivant comme "des centaines de sites web, de blogs et de forums consacrés à attaquer sauvagement les féministes en particulier et les femmes... en général". Le rapport reconnaît que certains sites tentent de faire preuve de civilité et essaient de "soutenir leurs arguments par des faits", mais condamne la quasi-totalité d'entre eux comme étant "remplis d'attaques misogynes qui peuvent être stupéfiantes par la haine gutturale qu'elles expriment" et les décrit finalement comme "haineux envers les femmes".
Un exemple important utilisé d'AVFM incitant à la violence contre les femmes est la déclaration du mois d'octobre comme "Bash A Violent Bitch Month" (en français : "Mois de tabassage des salopes violentes), avec Paul Elam déclarant : "Un homme qui vous frappe en retour après que vous l'avez agressé ne fait pas de vous une victime de violence domestique. Cela fait de vous un récipiendaire de la justice. Faites avec."
Plus tard cette année-là, le SPLC publie une déclaration sur les réactions à son rapport, disant qu'il "provoque une énorme réaction parmi les militants des droits des hommes (MRAs) et leurs sympathisants", et que "[i]l convient de mentionner que le SPLC n'a pas qualifié les MRAs de membres d'un mouvement de haine ; notre article n'a pas non plus affirmé que les griefs qu'ils expriment sur leurs sites web - fausses accusations de viol, règlements de divorce ruineux et autres - sont tous sans fondement. Mais nous avons dénoncé des exemples spécifiques de misogynie et la menace, manifeste ou implicite, de violence".
Une déclaration de 2014 du SPLC critique la Conférence internationale sur les questions masculines, en particulier en reprochant les citations faites selon lesquelles "40 à 50 % des allégations de viol sont fausses", étant donné que le SPLC considère que "les meilleures études universitaires montrent qu'entre environ 2 % et 8 % de ces allégations sont effectivement fausses - un taux comparable à celui des fausses allégations de la plupart des autres crimes violents." Cependant, la déclaration de l'organisation affirme également que la conférence associée à AVFM est "relativement modérée" étant donné que la plupart de ceux qui s'y trouvent s'efforcent de maintenir "la virulence au minimum" dans les discussions. Un commentaire sur la nature du deuil pour les hommes reçoit les éloges du SPLC, mais l'organisation met en garde contre le fait que la nature des documents antérieurs déclarés par ceux d'AVFM reste un problème grave.
La rhétorique d'AVFM est décrite comme misogyne et haineuse par des commentateurs féministes tels que Leah McLaren, Jaclyn Friedman, Jill Filipovic, Brad Casey, Clementine Ford et Mark Potok du SPLC. Écrivant dans The New York Times, Charles McGrath déclare que les sites web comme AVFM contiennent "une certaine dose d'hostilité antiféministe, voire de misogynie pure et simple". Time rapporte la description "misogyne" du groupe par le SPLC ainsi que le désaveu officiel du mouvement du concept de misogynie, Elam étant cité comme disant qu'être controversé est une façon d'attirer l'attention. La journaliste Jessica Roy remarque que la conférence d'AVFM lui apparaît divisée entre de nombreux individus proférant des menaces violentes et riant ouvertement de blagues sur le viol, et de nombreux individus cherchant à promouvoir des changements socio-économiques et juridiques par une discussion polie.
En 2018, le SPLC catégorise AVFM comme un groupe haineux suprématiste masculin,.

## Lectures complémentaires
- (en) Sharlet, « Are You Man Enough for the Men's Rights Movement? », GQ,‎ mars 2015 (lire en ligne)